# 希尔德堡豪森
希尔德堡豪森（發音：[hɪltbʊʁkˈhaʊzn̩] ⓘ）是德国图林根州的城市，也是希尔德堡豪森县的县治，面积72.9平方千米，2023年12月31日人口为11,682人。